# سيزار ديوب
سيزار ديوب (بالفرنسية: César Diop)‏ (10 نوفمبر 1983 في السنغال - ) هو لاعب كرة قدم سنغالي في مركز الوسط. لعب مع أتليتيكو بالياريس وخيمناستيك طركونة وريال أوفييدو ونادي أميين ونادي كاسي كارنو وLorca Atlético CF ‏ وGap HAFC ‏ وUS Feurs ‏.

## وصلات خارجية
- سيزار ديوب على موقع إي إس بي إن إف سي (الإنجليزية)
- سيزار ديوب على موقع قاعدة بيانات كرة القدم.إي يو (الإنجليزية)
- سيزار ديوب على موقع Soccerbase.com (لاعب) (الإنجليزية)
- سيزار ديوب على موقع Soccerway.com (الإنجليزية)
- سيزار ديوب على موقع عالم كرة القدم.نت (الإنجليزية)
- سيزار ديوب على موقع AS.com (الإسبانية)